# K48
Pour les articles homonymes, voir K48 (homonymie).
Le K48 est un type de  réacteur nucléaire à eau pressurisée français d'une puissance thermique de 48 mégawatts pouvant donner aux sous-marins une puissance propulsive de 7 MW. 

## Genèse
Vers 1970, la Marine nationale lance un programme pour remplacer ses sous-marins de chasse de type Narval et Aréthuse par des sous-marins nucléaires d'attaque qui prendront le nom de classe Rubis.
La conception et l'entretien des réacteurs nucléaires K48, ainsi que leur approvisionnement en combustible nucléaire, est réalisé par Technicatome sous la responsabilité de la Direction des applications militaires (DAM) du commissariat à l'Énergie atomique (CEA). Le développement du réacteur K48 s'est appuyé sur des essais réalisés à Cadarache sur la Chaufferie avancée prototype mise en service en 1974.

## Caractéristiques
Le K48 est un type de  réacteur nucléaire à eau pressurisée (REP) français d'une puissance thermique de 48 mégawatts pouvant donner aux sous-marins une puissance propulsive de 7 MW. 
Cette génération de réacteurs apporte une importante innovation technologique par rapport à ceux des sous-marins de la classe Le Redoutable : la chaudière est compacte sans boucle externe, le générateur de vapeur à tubes se trouve intégré dans la cuve au dessus du cœur. Cette disposition favorise le fonctionnement en convection naturelle, c’est-
à-dire sans mise en marche des pompes. Les gains en taille et en discrétion (moins de tuyaux, donc moins de bruit) sont dits considérables,. 
Le cœur est constitué d'éléments combustibles de type à plaques.
Les mécanismes absorbants sont de type « croix de contrôle » et il n'y a pas d'acide borique dans l'eau du circuit primaire pour réduire les effluents.
Ils doivent être rechargés tous les six à sept ans. Leur durée de vie théorique de 30 à 35 ans a été atteinte en raison du retard du programme de la classe Suffren devant succéder aux Rubis.

## Liste des navires

Profil de la classe Rubis après sa mise au niveau Améthyste.

Le réacteur K48 équipe les sous-marins nucléaires d'attaque (SNA) français suivants :
- Rubis, mis en chantier le 11 décembre 1976 puis lancé le 7 juillet 1979 à Cherbourg (Cherbourg-en-Cotentin depuis 2016), admis au service actif le 23 février 1983, retiré du service le 2 décembre 2022[8].
- Saphir, désarmé en juillet 2019
- Casabianca, désarmé en septembre 2023
- Émeraude
- Améthyste
- Perle